# Politechnika Warszawska
Politechnika Warszawska (eng.: Warsaw University of Technology, da.: Warszawa Tekniske Universitet) er et af de største og mest velansete tekniske (polytekniske) universiteter i såvel Polen som Østeuropa. Universitetet har 31.000 indskrevne studerende og 2.000 professorer. Universitetet er opdelt i 17 fakulteter, der dækker næsten alle områder indenfor naturvidenskab og teknologi. På nær en afdeling i Płock er hele universitetet placeret i Warszawa.
Universitetets oprettelse fastsættes til 1915, men forud gik oprettelsen af en teknisk skole (Szkoła Przygotowawcza)i byen i 1826, hvilket skete på initiativ af Stanisław Staszic. Denne skole blev imidlertid lukket i 1831 som en konsekvens af russiske repressioner efter novemberopstanden.
Den russiske tsar tillod at opføre et nyt polyteknisk institut i Warszawa i slutningen af 1800-tallet; i 1898 med russisk som officielt undervisningssprog. Det fik de potentielle polske studerende til at boykotte læreanstalten, og ved omfattende strejker i det delte Polen i 1905 fremsattes blandt andet kravet om polsk som undervisningssprog. Instituttet blev lukket de næste fire år, men under Første Verdenskrig og mellemkrigstiden blev der undervist på sprog. Fra 1915 voksede universitetets virksomhed til trods for de dramatiske begivenheder, der har præget landet siden.
2. verdenskrig blev fatal for universitetets virke; den betød enorme menneskelige og materielle tab. Forelæsningssale, laboratorier, teknisk udstyr og litteratur blev ødelagt, og hundredvis af universitets studerende og ansatte blev dræbt. Efter at tyskerne forbød undervisning på stedet, fungerede universitetet som undergrundsskole, hvor der stadig blev forsket og hvor studenter fortsat blev uddannet. Under og efter Warszawaopstanden i 1944 mødte universitetet samme skæbne som resten af byen. Efterkrigstiden var præget af dels genopbygning, dels udvidelse af lokalerne.